# Fiona Erdmann
Pour les articles homonymes, voir Erdmann.
 (octobre 2015).
Si vous disposez d'ouvrages ou d'articles de référence ou si vous connaissez des sites web de qualité traitant du thème abordé ici, merci de compléter l'article en donnant les références utiles à sa vérifiabilité et en les liant à la section « Notes et références ».
Fiona Erdmann, née le 9 septembre 1988 à Dudweiler est une mannequin, comédienne et présentatrice de nouvelles allemande.

## Biographie

### Jeunesse
Fiona Erdmann passe sa jeunesse dans la petite ville de Meldorf. Là, elle a conclu la Realschule en 2004 et déménage à Brême. Elle étudie à l'École supérieure d'aménagement et de conception de produits et a une formation d'assistante de conception.

### Carrière
En 2012, elle participe à l'épisode 4 de la saison 31 de la série télévisée Alerte Cobra. Elle y joue une jet-setteuse sur qui pèse une menace d'enlèvement.

## Filmographie

### Téléfilms
- 2008 : Eine wie keiner (de) de Marco Petry (de) : Fulda
- 2013 : Turbo & Tacho (de) d'Heinz Dietz : Anje van Basten

### Séries télévisées
- 2009 : Zeit der Entscheidung - Die Soap Deiner Wahl : Marion
- 2012 : Countdown : Empfangssekretärin
- 2012 : Alerte Cobra : Sarah Kaufmann
- 2014 : Dr. Klein (de)
- 2015 : SOKO Stuttgart (de) : Lara Derbusch